# Sarilhos Pequenos
Sarilhos Pequenos é uma povoação do Município da Moita, na margem sul do rio Tejo, frente a Lisboa, Portugal, que foi sede da extinta Freguesia de Sarilhos Pequenos, freguesia que tinha 3,79 km² de área e 1150 habitantes (censos de 2011) , e, por isso, uma densidade populacional de 332,4 hab./km².
A Freguesia de Sarilhos Pequenos, que havia sido criada em 1984, foi extinta (agregada), em 2013, no âmbito de uma reforma administrativa nacional, tendo sido agregada à Freguesia de Gaio-Rosário, para formar uma nova freguesia denominada União das Freguesias de Gaio-Rosário e Sarilhos Pequenos.
Conhecida como tendo sido terra de pescadores e salineiros. Pois até às décadas de 60/70 do século XX, o sustento de 90% da população activa desta localidade provinha das actividades ribeirinhas.
Apesar da quebra e do desaparecimento de algumas destas actividades, em Sarilhos Pequenos ainda se podem observar as pequenas e tradicionais casas das gentes do mar, pintadas com cores garridas e por vezes com redes de pesca penduradas à porta para impedir a entrada de insectos. Também o estaleiro naval, um dos poucos que restam no estuário, ajuda a preservar a história de outrora. Aqui são construídas e reparadas embarcações típicas do Tejo, com recurso a técnicas de construção naval tradicionais, como a carpintaria, o calafeto e a pintura. 

## Topónimo
O próprio nome de Sarilhos Pequenos advém de um utensílio utilizado na extração de sal denominado sarilho. Esta peça em madeira servia para forçar uma nora a abrir a porta de água por onde lentamente entrava o rio. Esta água era então armazenada em compartimentos protegidos por muros com cerca um metro e meio (as "margateiras"), de onde após a evaporação da água era retirado o sal. E ao contrário do que sucedia em Sarilhos Grandes, os sarilhos utilizados em Sarilhos Pequenos eram precisamente os de menor dimensão.

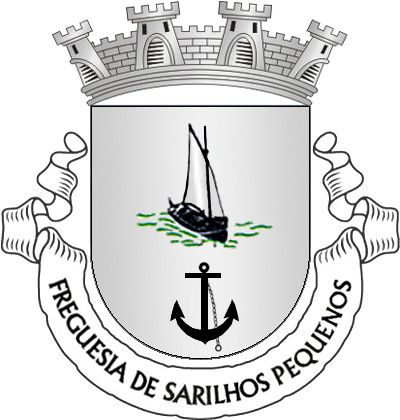
Brasão de Armas (1998)

## População
| 1991  | 2001  | 2011  |
| 1 163 | 1 049 | 1 150 |

Freguesia criada pel Lei n.º 65/84,  de 31 de Dezembro, com lugares desanexados da Freguesia da Moita.
| Distribuição da População por Grupos Etários | Distribuição da População por Grupos Etários | Distribuição da População por Grupos Etários | Distribuição da População por Grupos Etários | Distribuição da População por Grupos Etários | Distribuição da População por Grupos Etários | Distribuição da População por Grupos Etários | Distribuição da População por Grupos Etários | Distribuição da População por Grupos Etários | Distribuição da População por Grupos Etários |
| -------------------------------------------- | -------------------------------------------- | -------------------------------------------- | -------------------------------------------- | -------------------------------------------- | -------------------------------------------- | -------------------------------------------- | -------------------------------------------- | -------------------------------------------- | -------------------------------------------- |
| Ano                                          | 0-14 Anos                                    | 15-24 Anos                                   | 25-64 Anos                                   | > 65 Anos                                    |                                              | 0-14 Anos                                    | 15-24 Anos                                   | 25-64 Anos                                   | > 65 Anos                                    |
| 2001                                         | 130                                          | 100                                          | 552                                          | 267                                          |                                              | 12,4%                                        | 9,5%                                         | 52,6%                                        | 25,5%                                        |
| 2011                                         | 186                                          | 97                                           | 608                                          | 259                                          |                                              | 16,2%                                        | 8,4%                                         | 52,9%                                        | 22,5%                                        |

Média do País no censo de 2001:  0/14 Anos-16,0%; 15/24 Anos-14,3%; 25/64 Anos-53,4%; 65 e mais Anos-16,4%
Média do País no censo de 2011:   0/14 Anos-14,9%; 15/24 Anos-10,9%; 25/64 Anos-55,2%; 65 e mais Anos-19,0%

## Brasão de Armas
Escudo de prata, barco varino preto, mastreado e vestido de branco, vogando sobre campanha diminuta ondeada de verde. Coroa mural de prata de quatro torres. Âncora preta centrada. Listel branco, com a legenda a negro, em maiúsculas: Freguesia de Sarilhos Pequenos. Criado em 1998.

## Eventos
Por volta do último fim de semana de Setembro, ocorrem as festividades da terra em honra de Nossa Senhora da Graça, organizada pela Comissão de Festas de Sarilhos Pequenos.
Estas comemorações têm na sua origem, a devoção dos marítimos à Santa que os protegeria dos perigos das longas viagens, sendo uma das tradições destas festividades a Queima do batel.
Ainda que uma terra pequena, possui diversos clubes e colectividades, onde o maior destaque vai para o 1º de Maio Futebol Clube Sarilhense que existe desde 1918. 
Outras colectividades e associações presentes na Aldeia que contribuem com actividades ao longo do ano, são:♦ Associação Naval Sarilhense
♦ Grupo Columbófilo de Sarilhos Pequenos
♦ Grupo Motard Motocoiso
♦ Grupo de Sevilhanas Rojo Del Alma
♦ Comissão Jovem
♦  Grupo de O.T.L. "Mete-te em Sarilhos"
♦ Comissão organizadora das Marchas Infantil e Juvenil da Sarilhos Pequenos
♦ Comissão da Igreja de Nossa Senhora da Graça

## Personalidades
- Manuel Fernandes, ilustre figura desta aldeia, ex-glória do futebol de onze do Sporting Clube de Portugal e da Selecção Portuguesa.
- Diamantino Miranda, jogador destacado do Sport Lisboa e Benfica e da Seleção Portuguesa de Futebol
- António Henriques Jesus Oliveira
- António Monteiro